# 크레스폰테스
크레스폰테스(Cresphontes)는 그리스 신화에 나오는 메세네의 왕이다. 헤라클레스의 후손을 가리키는 헤라클레이다이의 한 사람이다. 힐로스의 손자인 아리스토마코스의 아들이며, 테메노스와 아리스토데모스의 형제이다. 힐로스가 펠로폰네소스반도를 침공했다가 실패한 지 3세대가 지난 뒤, 형제들과 함께 펠로폰네소스반도를 정복하여 제우스가 헤라클레스에게 주려고 했던 아르고스 왕국을 되찾았다. 3형제는 제비뽑기로 점령지를 나누어 갖기로 하였는데, 테메노스는 아르고스를 차지하였고 원정을 떠나기 전에 아폴론의 화살에 맞아 죽은 아리스토데모스의 몫으로 그의 쌍둥이 아들 프로클레스와 에우리스테네스가 스파르타를 차지하였다. 크레스폰테스는 제비를 뽑는 과정에서 꾀를 써서 자신이 원하던 메세네를 손에 넣었다고 한다. 크레스폰테스는 아르카디아 왕 킵셀로스의 딸 메로페와 결혼하여 아이피토스 등을 낳았다. 킵셀로스는 제우스와 칼리스토 사이에서 태어난 아들 아르카스의 후손이다. 메세네를 다스리던 크레스폰테스는 평민들을 우선하는 정책을 펴서 귀족들의 반감을 산 끝에 귀족들에게 살해되었다.

## 같이 보기
- 헤라클레이다이